# Rue Daniel de la Sota
La rue Daniel de la Sota est une rue centrale de la ville espagnole de Pontevedra, située dans la première zone d'expansion de la ville. C'est l'une des rues les plus connues de Pontevedra.

## Origine du nom
Le nom fait référence à l'ingénieur militaire et homme politique Daniel de la Sota Valdecilla, en reconnaissance de son travail dans la ville. Il a encouragé la construction de la caserne Saint- Ferdinand, a été président du conseil provincial de Pontevedra, a encouragé l'installation à Pontevedra de la mission biologique de Galice, a collaboré à la création du musée de Pontevedra et a été le premier président de la caisse d'épargne provinciale de Pontevedra.

## Histoire
La rue a été conçue comme un axe direct pour pouvoir traverser une partie centrale de la ville et relier les rues Benito Corbal dans la partie nord et Peregrina, García Camba et Andrés Muruais dans la partie sud. En septembre 1955, l'ouverture de la rue connue à l'époque comme le prolongement de la rue Cobián Roffignac était en suspens devant le Conseil de la Banque de Crédit Local d'Espagne. À la fin de l'année 1956, les travaux ont commencé.
Après le décès de Daniel de la Sota le 11 février 1958, la municipalité de Pontevedra a décidé, le 28 février de la même année, de donner son nom à la nouvelle rue. La rue a été inaugurée dans l'après-midi du dimanche 7 décembre 1958 en présence d'un public nombreux et de divers représentants, ainsi que des autorités.
Depuis son ouverture en 1958, la rue est devenue un point névralgique de la ville et a accueilli des magasins réputés ainsi qu'un hôtel prestigieux et un café et une discothèque populaires. Dès 1844, à l'angle de ce qui deviendra un siècle plus tard la nouvelle rue Daniel de la Sota et la rue Peregrina, s'installe l'imprimerie Viñas, dont sont clients Castelao et Gonzalo Torrente Ballester,. Dans les années 1950, les locaux ont été remodelés et agrandis pour accueillir une librairie et une papeterie. La librairie Viñas a fermé ses portes en octobre 2004.
En 1965, l'emblématique hôtel Rías Bajas a été inauguré dans la rue Daniel de la Sota, à l'angle de la rue Castelao. Il s'agit de l'hôtel le plus ancien de la ville après le Parador National de Tourisme Casa del Barón, ouvert en 1955.
En 1969, le populaire magasin de jouets et d'articles de sport Chacón a ouvert ses portes dans cette rue, après avoir quitté la rue Cobián Roffignac où il avait ouvert ses portes en 1961. Le magasin a déménagé dans la rue Fray Juan de Navarrete en janvier 2023.
En 1972, l'emblématique café Daniel a ouvert ses portes à l'angle de la rue Benito Corbal. Il s'agissait d'un grand établissement à deux étages, le plus moderne et le plus populaire de Pontevedra dans les années 1970, 1980 et 1990. Il a fermé ses portes en février 1997. En 1981, la discothèque Daniel, la plus traditionnelle de la ville, a ouvert ses portes dans une annexe du café, et a été fréquentée par l'actuel roi Felipe VI, lorsqu'il était étudiant à l'école navale militaire. Après la pandémie de COVID-19, la discothèque a rouvert ses portes sous le nom de Lelé de Noite.
Tout au long de son histoire, la rue a été un axe de circulation majeur dans la ville jusqu'à ce que la moitié sud devienne piétonne en 2001. En 2023, un projet a été présenté pour doter la moitié nord de la rue d'une plate-forme unique afin de renforcer sa priorité aux piétons,.

## Description
Il s'agit d'une rue piétonne de 138 mètres de long, droite et plate, située au cœur du centre-ville, qui relie la rue Benito Corbal à la rue García Camba, à la rue Peregrina et à la rue Andrés Muruais. Sa largeur moyenne est de 12 mètres. Il s'agit d'une rue centrale de la première expansion de la ville, presque à la lisière du centre historique de Pontevedra.
C'est l'une des rues les plus commerçantes de Pontevedra. On y trouve une vingtaine de magasins, un hôtel, une agence bancaire et une discothèque.
Le pavage de la partie piétonne de la rue est de couleur rose-rougeâtre, délimité par une bande centrale de granit. Au croisement avec la rue Benito Corbal, le pavage est en mosaïque polie et est disposé en forme circulaire.
La partie piétonne de la rue est plantée de différents arbres : 12 poiriers de Chine, 1 poirier commun et 8 pruniers.

## Galerie d'images

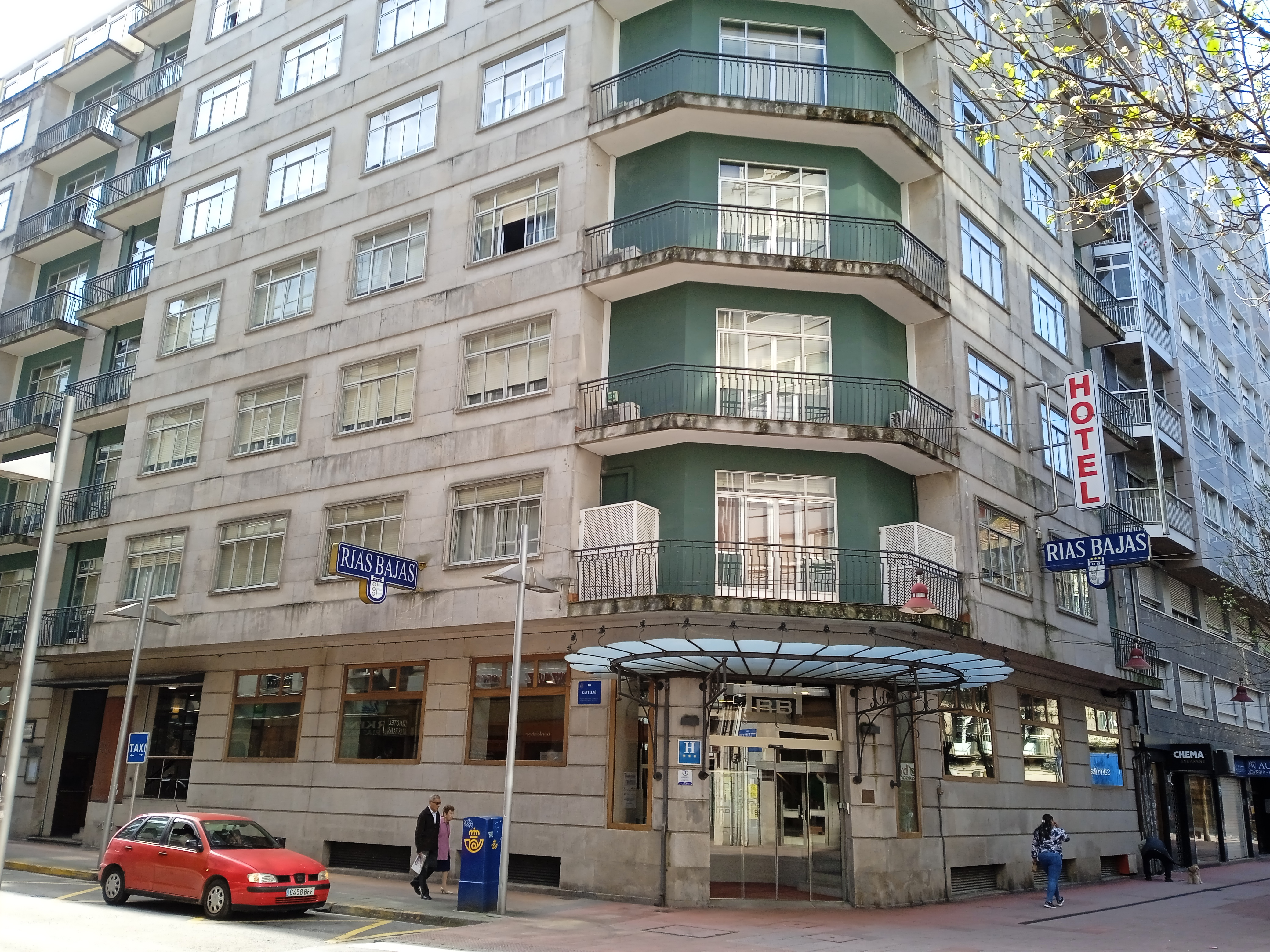
L'hôtel Rias Bajas au centre de la rue
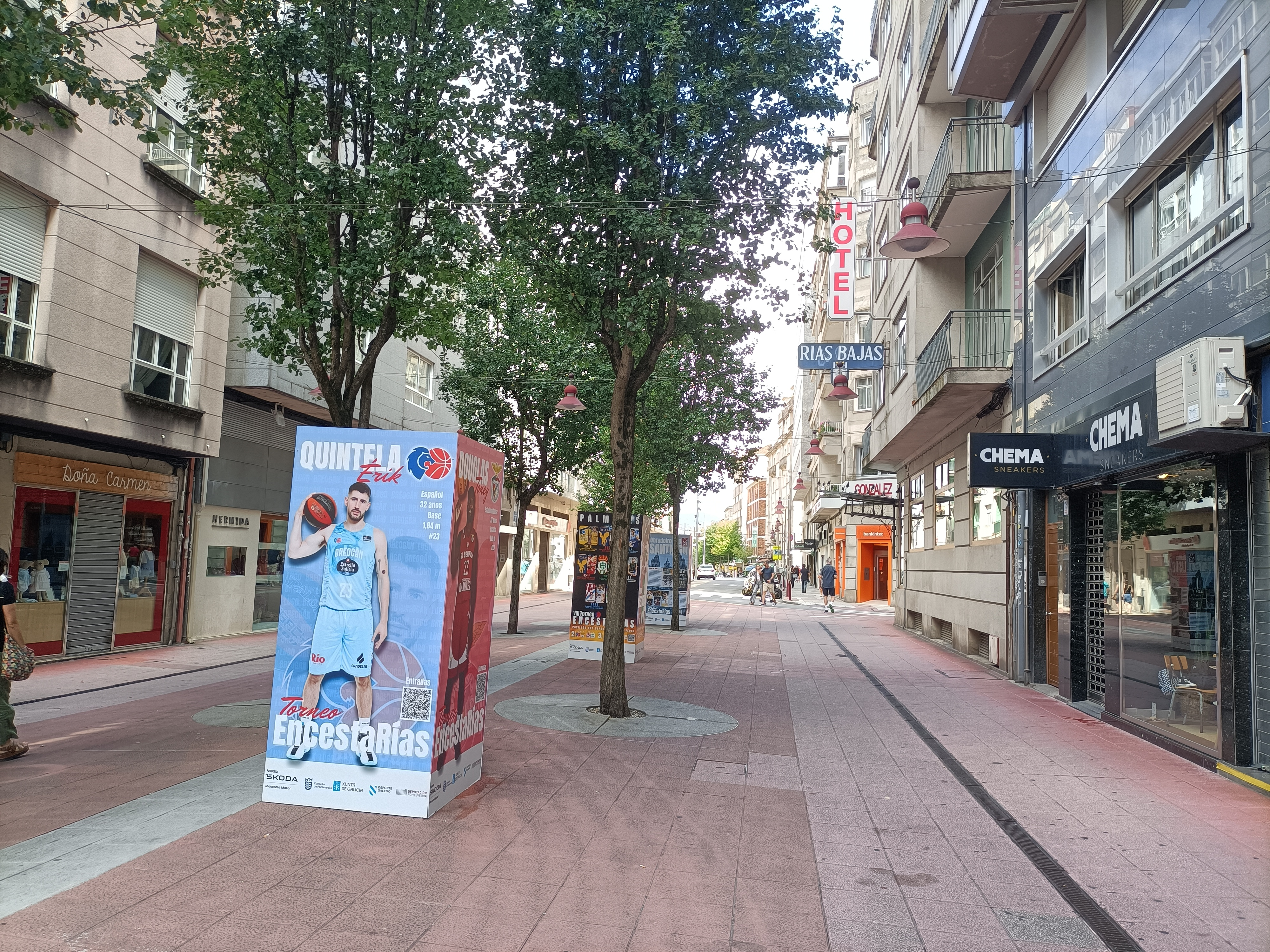
Rue Daniel de la Sota